# Munich Indoors
Die Munich Indoors sind ein internationales Reitturnier, das seit 1998, jeweils im November (bis 2009 im Dezember), in der Olympiahalle in München stattfindet. Die internationalen Springprüfungen des Turniers werden als CSI 3* oder 4* ausgeschrieben, die internationalen Dressurprüfungen als CDI 4*.

## Die wichtigsten Prüfungen

### Großer Preis von München
Der Große Preis von München ist die höchstdotierte Prüfung der Munich Indoors. Er wird als letzte reguläre Prüfung des Turniers am Sonntagnachmittag ausgetragen. Es handelt sich hierbei um eine internationale Springprüfung mit Stechen über Hindernisse bis zu 1,55 Meter Höhe. Im Jahr 2019 war der Große Preis der Springreiter mit rund 100.000 € dotiert.
Der Große Preis von München war ab 2002, der zweiten Saison der Riders Tour, die letzte Wertungsprüfung dieser Turnierserie. Es handelt sich hierbei um eine internationale Springprüfung mit zwei Umläufen. Mit dem Ziel, die Munich Indoors mehr auf Bayern und ein internationales Teilnehmerfeld auszurichten, trennten sich die Turnierveranstalter und die Riders Tour im Jahr 2019.
Sieger:
| - 2019: Guido Klatte jun. mit Asagan M - 2018: Edward Levy mit Rebeca - 2017: Felix Haßmann mit Balzaci - 2016: Maximilian Schmid mit Chacon - 2015: David Will mit Mic Mac du Tillard - 2014: John Whitaker mit Argento - 2013: John Whitaker mit Argento - 2012: David Will mit Colorit - 2011: John Whitaker mit Peppermill - 2010: Marcus Ehning mit Sandro Boy |  |  | - 2009: Pius Schwizer mit Ulysse - 2008: Tim Gredley mit Omelli - 2007: Meredith Michaels-Beerbaum mit Shutterfly - 2006: Meredith Michaels-Beerbaum mit Shutterfly - 2005: Luciana Diniz mit Dover - 2004: Thomas Mühlbauer mit Asti Spumante - 2003: Otto Becker mit Cento - 2002: Marcus Ehning mit For Pleasure |

### Weltcup Voltigieren
Die Munich Indoors waren seit 2010, der ersten Weltcupsaison der Voltigierer, Teil des FEI-Weltcups Voltigieren. Die beiden Kürprüfungen, Wertungsprüfungen für Damen und Herren, werden am Freitag (zuvor am Sonntag bzw. Samstagabend) durchgeführt. Im Jahr 2013 kam ein Pas de deux zum Programm hinzu, dieser ist ebenfalls Teil des Voltigier-Weltcups.
Mit der Saison 2015/2016 hatte der Voltigier-Weltcup pro Nation nur noch eine Weltcupturnier, für Deutschland ist die Partner Pferd Leipzig. Damit schied das Voltigieren aus dem Programm der Munich Indoors aus.
Sieger Damen:
- 2014:  Lisa Wild mit Robin, Longenführerin: Nina Rossin (8,641)
- 2013:  Corinna Knauf mit Fabiola, Longenführerin: Alexandra Knauf (8,528)
- 2012:  Anna Cavallaro mit Harley, Longenführer: Nelson Vidoni (8,797)
- 2011:  Lisa Wild mit Robin, Longenführerin: Nina Rossin (8,630)
- 2010:  Simone Wiegele mit Arkansas, Longenführerin: Agnes Werhahn (8,750)

Sieger Herren:
- 2014:  Viktor Brüsewitz mit Adlon, Longenführer: Alexander Hartl (8,537)
- 2013:  Lukas Klouda mit Danny Boy, Longenführer: Patric Looser (8,339)
- 2012:  Lukas Klouda mit Radix SB, Longenführerin: Maria Imhäuser (8,598)
- 2011:  Patric Looser mit Rossini RS v.d. Wintermühle, Longenführerin: Alexandra Knauf (8,856)
- 2010:  Patric Looser mit Record RS v.d. Wintermühle, Longenführerin: Alexandra Knauf (8,770)

Sieger Pas de deux:
- 2014:  Evelyn Freund und Stefanie Millinger mit Robin, Longenführerin: Nina Rossin (8,714)
- 2013:  Jasmin Lindner und Lukas Wacha mit Elliot, Longenführer: Klaus Haidacher (8,953)

### Dressur
Neben den internationalen Prüfungen im Springreiten und Voltigieren werden im Rahmen der Munich Indoors Dressurprüfungen der schweren Klasse ausgetragen. Den Höhepunkt und Abschluss bildete hierbei bis 2011 die „Dressur Matinée“ am Sonntagvormittag, die von der Meggle AG präsentiert wird. Im Rahmen dieser Veranstaltungsabschnitts werden eine Grand Prix Kür und ein Grand Prix Spécial ausgetragen. Im Jahr 2014 wurde die Grand Prix Kür am Samstagabend und der Grand Prix Spécial durchgeführt. Beide Prüfungen waren 2018 mit je 10.000 € dotiert.
Die Grand Prix Kür war im Jahr 2002 die letzte Wertungsprüfung der Riders Tour Dressur. In den Jahren 2010 und 2011 war der Grand Prix Spécial Station der Meggle Champions, einer nationalen Serie im Dressurreiten. 2012 war abweichend die Grand Prix Kür die Wertungsprüfung der Meggle Champions.
Zum Turnier 2012 wurde das Programm geändert, nur noch zwei Dressurprüfungen sind Teil des Turniers. So wurde am Freitagnachmittag der Grand Prix de Dressage ausgetragen, am Samstag um die gleiche Zeit wurde die Grand Prix Kür durchgeführt. Im Jahr 2013 wurden die Dressurprüfungen durch eine Dressur-Schaunummer ersetzt, da zeitgleich in Nürnberg im Rahmen der Consumenta ein großes Dressurturnier stattfand. Ein Jahr später wurde die Dressur wieder in das Programm aufgenommen und erstmals international als CDI 4* ausgeschrieben.

#### Grand Prix Kür
|  | - 2019: Matthias Bouten mit Boston (78,900 %) - 2018: Anja Plönzke mit Fahrenheit (76,825 %) - 2017: Ingrid Klimke mit Franziskus (75,800 %) - 2016: Hendrik Lochthowe mit Boston (73,700 %) - 2015: Matthias Bouten mit Söhnlein Brilliant (77,250 %) - 2014: Jessica von Bredow-Werndl mit Unee (80,400 %) - 2012: Jessica Werndl mit Unee (79,050 %) - 2011: Nadine Capellmann mit Girasol (79,400 %) - 2010: Isabell Werth mit El Santo NRW (81,350 %) |  |  | - 2009: Dorothee Schneider mit Kaiserkult TSF (72,950 %) - 2008: Anja Plönzke mit Solero TSF (74,900 %) - 2007: Isabell Werth mit Apache OLD (77,200 %) - 2006: Isabell Werth mit Apache OLD (79,100 %) - 2005: Isabell Werth mit Antony FRH (78,750 %) - 2004: Isabell Werth mit Apache OLD (79,750 %) - 2003: Isabell Werth mit Antony FRH (78,375 %) - 2002: Ulla Salzgeber mit Wall Street (77,60 %) |

#### Grand Prix Spécial
|  | - 2019: Emma Hindle mit Romy del Sol (72,447 %) - 2018: Benjamin Werndl mit Famoso OLD (76,766 %) - 2017: Dorothee Schneider mit Showtime FRH (81,137 %) - 2016: Anabel Balkenhol mit Dablino FRH (73,588 %) - 2015: Dorothee Schneider mit Showtime (80,294 %) - 2014: Gonçalo Carvalho mit Batuta (72,510 %) - 2011: Dieter Laugks mit Weltall VA (73,708 %) - 2010: Ulla Salzgeber mit Wakana (71,500 %) |  |  | - 2009: Ellen Schulten-Baumer mit River of Joy (69,667 %) - 2008: Hubertus Schmidt mit Franziskus (70,680 %) - 2007: Ludwig Zierer mit Weltino (69,520 %) - 2006: Ludwig Zierer mit Weltino (71,440 %) - 2005: Isabell Werth mit Apache OLD (73,680 %) - 2004: Hubertus Schmidt mit Forest Gump NRW (74,12 %) - 2003: Isabell Werth mit Apache OLD (72,88 %) - 2002: Anna Merveldt-Steffens mit Fosbury T (67,32 %) |

## Pferdemesse Munich Indoors
Auf der Pferdemesse Munich Indoors werden Produkte und Dienstleistungen aus allen aus allen Bereichen des Pferdesports vorgestellt, beispielsweise Pferdeliteratur, Reitsportbedarf, Kunst und Zubehör für Pferde.